# Школа № 41 (Вологда)
Муниципа́льное общеобразова́тельное учрежде́ние «Средняя общеобразовательная школа № 41» — общеобразовательное учебное заведение города Вологды, трижды победитель конкурса «Лучшее образовательное учреждение года». Организация известна тем, что в 2008 году стала первой в городе цифровой школой. Также сорок первая школа была одной из первых школ Вологодской области, в которой изучалось сразу несколько иностранных языков. На момент 2012 года 98 % выпускников после окончания школы смогли поступить в Высшие учебные заведения.
Больше чем 20 лет, в период с 1996 по 2018 год, являлась самой новой школой города до момента открытия МАОУ «Центр образования № 42». В 2023 году школа вернула себе этот статус, когда учебный корпус был перенесен на улицу Сергея Преминина (старый корпус отошел к школе №3)

## География
С августа 2023 года школа расположена на улице Сергея Преминина 6а  (ранее располагалась на улице Ярославской) в микрорайоне Бывалово. 

## Структура
Весь учебный процесс, помимо некоторых уроков физкультуры, осуществляется в одном здании. В соответствии с учебным планом открыты 48 учебных кабинетов. Из них 14 — для учащихся начальных классов. Кабинеты технологии, информатики, физики и химии укомплектованы необходимым оборудованием. С 2008 года каждый кабинет оборудован интерактивными досками или проекторами. В школе имеется общая локальная сеть. Вход в интернет не ограничен ничем, кроме системы фильтрации контента, которая блокирует доступ к некоторым сайтам (в их число входит и Википедия). На базе конференц-зала возможно проводить видеоконференции.
В распоряжении школы находятся два спортивных зала, малый спортивный зал, тренажёрный зал, спортивная площадка, стадион в общем ведении с третьей школой и лыжная база, а также два медицинских кабинета.

## Проблема с переполненностью школы
Здание школы было построено по типовому проекту 222-1-197/75, который предполагает одновременное обучение 1176 человек. Но с 2017 года до сегодняшних дней число учащихся превышает 1600 человек. За три года общее число преподавателей, включая административный состав, сократилось на 26 мест, и на момент 2020 года включает в себя 74-х человек. Всё это оказывает существенную нагрузку на работу учреждения. Пытаясь решить проблему, руководство школы приняло решение перейти на систему обучения в две смены.

## Профильное обучение
Школа №41 предоставляет услуги профильного обучения после получения основного образования. Традиционно каждый год проходит зачисление в три класса на конкурсной основе. Это социально-экономический/гуманитарный, физико-математический/технологический и естественно-научные классы. Но открытие всех трёх классов происходит не всегда. Например, в 2020 году из-за недобора учащихся не был открыт естественно-научный класс.

## Заслуженные учителя
- Байкова Наталья Николаевна (род. в 1959 году) — учитель истории, обществознания и английского языка, заслуженный учитель РФ, почётный работник образования, награждена медалью «Во имя детей». Педагогический стаж: 37 лет[9][11].